# Fahma Mohamed
Fahma Mohamed, (Países Bajos, 1996) es una activista británica por los derechos de la mujer y más específicamente contra la mutilación genital femenina. Comenzó a hacer campaña activamente cuanto tenía 14 años,uniéndose al proyecto End FG con Integrate Bristol, una organización benéfica cofundada por su profesora de inglés del colegio, Lisa Zimmerman.

## Biografía
Mohamed es una británica de origen somalí que creció en los Países Bajos antes de llegar a Gran Bretaña a la edad de 7 años. Estudió en la City Academy en Bristol, Reino Unido. Asistiendo en la escuela a una sesión extraescolar en la que se hablaba de la Mutilación Genital Femenina (MGF), el corte o la extirpación ritual de algunos o todos los genitales externos de la mujer. Fahma quedó horrorizada por lo que aprendió y decidió que quería ayudar de cualquier manera a detener esta práctica. 

### Compromiso político
Desde 2011, Mohamed ha dirigido una campaña con la organización benéfica Integrate Bristol para poner fin a la mutilación genital femenina (MGF).  En 2014 tras tres años de campaña de concienciación de lucha contra el tabú de la MGF en Gran Bretaña lanzó con éxito y con el apoyo del periódico The Guardian en Change.org una campaña que recibió más de 250 000 firmas. La petición recibió el apoyo de muchas personalidades, incluidas las de Malala Yousafzai y Ban Ki-moon. Fahma fue invitada a reunirse con el entonces Secreto de Educación del Reino Unido Michael Gove para que escribiera una carta a todas las escuelas de Inglaterra instándolas a introducir cursos sobre la MGF para profesorado y madres y padres. Su activismo también dio lugar a la formación obligatoria de los trabajadores del sector público para ayudar a profesorado, médicos y trabajadoras sociales a identificar y ayudar a las niñas en riesgo. 
En 2016, con tan solo 19 años, Fahma se convirtió en una de las personas más jóvenes del Reino Unido en recibir un título honorífico cuando la Universidad de Bristol le concedió un doctorado en Derecho en reconocimiento a su activismo y a su lucha por el cambio de políticas. Continúa haciendo campaña por los derechos de las mujeres, en contra el fenómeno de la depredación sexual en línea y el matrimonio forzado de menores, mientras estudia Biomédicina en el King's College de Londres. 

## Premios y reconocimientos
- En 2014 Joven activista del año por la revista británica Good Housekeeping,[8][9]
- En 2016, recibió un doctorado honorario de la Universidad de Bristol.[10]